# 哈佛電波流星專案
哈佛電波流星專案是設在哈佛大學內的一個科學考察站
哈佛的這個站調查的資料包括流星的具體高度、速度衰減（速度）和流星軌跡中離子物質的分布。這種方法涉及雷達站的系統，是利用源自流星離子物質反射電波脈衝的資料。
哈佛站的主站使用的天線被描述為"雙槽"類型的天線。